# 琵琶鬼
琵琶鬼，是中国传说的妖怪，由靈魂寄身於琵琶上而化成。会说言语，记载于《搜神记》卷十六。。云南傣族亦有流传。

## 概要
传说认为琵琶鬼是会附在人身上的恶劣灵魂，被附身会使人得病。琵琶鬼喜欢吃人和动物的器官，并导致让人、动物致死。琵琶鬼通常都是晚上出来觅食,如果村里有了琵琶鬼就会使家园受难。
另说如果家园有难，就是锅盖没盖好或有人打烂了锅，导致让琵琶鬼跑出来作祟。这时就要把被认为是被琵琶鬼附身的人赶出村子，如果没赶出去，大家就会攻击这个人，甚至可能会把这人打死。
傣族则认为，如果家里有人是琵琶鬼，就不能和其他人结婚。因为认为琵琶鬼会放鬼咬人并受其所害。所以只有琵琶鬼之间可以结婚。被认为有琵琶鬼缠身的人，就要被赶出寨子，房子还要被烧掉。
据说在1982年云南西双版纳景洪县的曼井烈乡傣族女青年末奉玛，从境外回来随父母居住，但那之后因为村里人畜生病，她就被指为“琵琶鬼”，当年家中大小牲畜遭枪杀，房屋被焚烧殆尽。

## 处理方案
除了请巫师杀琵琶鬼，村民也会举行“声篓”仪式来驱赶琵琶鬼。
在傣族的巫俗中，当发生了瘟疫时，一族的人就会开始捉“琵琶鬼”烧掉，据说可以止瘟疫。